# Peter Firstbrook
Peter Firstbrook (* 11. Mai 1933 in Toronto; † 22. Februar 1985) war ein kanadischer Eiskunstläufer.
Firstbrook wurde von 1951 bis 1953 kanadischer Meister im Eiskunstlauf der Herren. Er nahm an den Weltmeisterschaften 1952 und 1953 teil und beendete sie jeweils auf dem siebten Platz. Bei den Olympischen Spielen 1952 wurde er Fünfter.
Später gab er den Eislaufsport auf und zog in eine Künstler-Kommune im mexikanischen Bundesstaat Guanajuato. Im Alter von 51 Jahren starb er 1985 an einer Lungenentzündung.

## Ergebnisse
| Wettbewerb / Jahr          | 1951 | 1952 | 1953 |
| -------------------------- | ---- | ---- | ---- |
| Olympische Winterspiele    |      | 5.   |      |
| Weltmeisterschaften        |      | 7.   | 7.   |
| Kanadische Meisterschaften | 1.   | 1.   | 1.   |